# La Communiante (Bastien-Lepage)
Pour les articles homonymes, voir La Communiante.
La Communiante est un tableau réalisé par le peintre français Jules Bastien-Lepage en 1875. De format vertical, cette huile sur toile est le portrait de la cousine et filleule de l'artiste à l'occasion de sa première communion. La jeune fille y figure assise en robe blanche devant un fond gris clair, ses mains gantées jointes devant elle.
Exposée au Salon de Paris l'année de sa création, l'œuvre est achetée par Henri Van Cutsem. Depuis le legs de ce mécène en 1904, elle est conservée au musée des Beaux-Arts de Tournai, à Tournai, en Belgique. Peinte après février 1878, une réplique autographe dédicacée et antidatée  fait partie depuis 2025 des collections du musée d'Orsay.

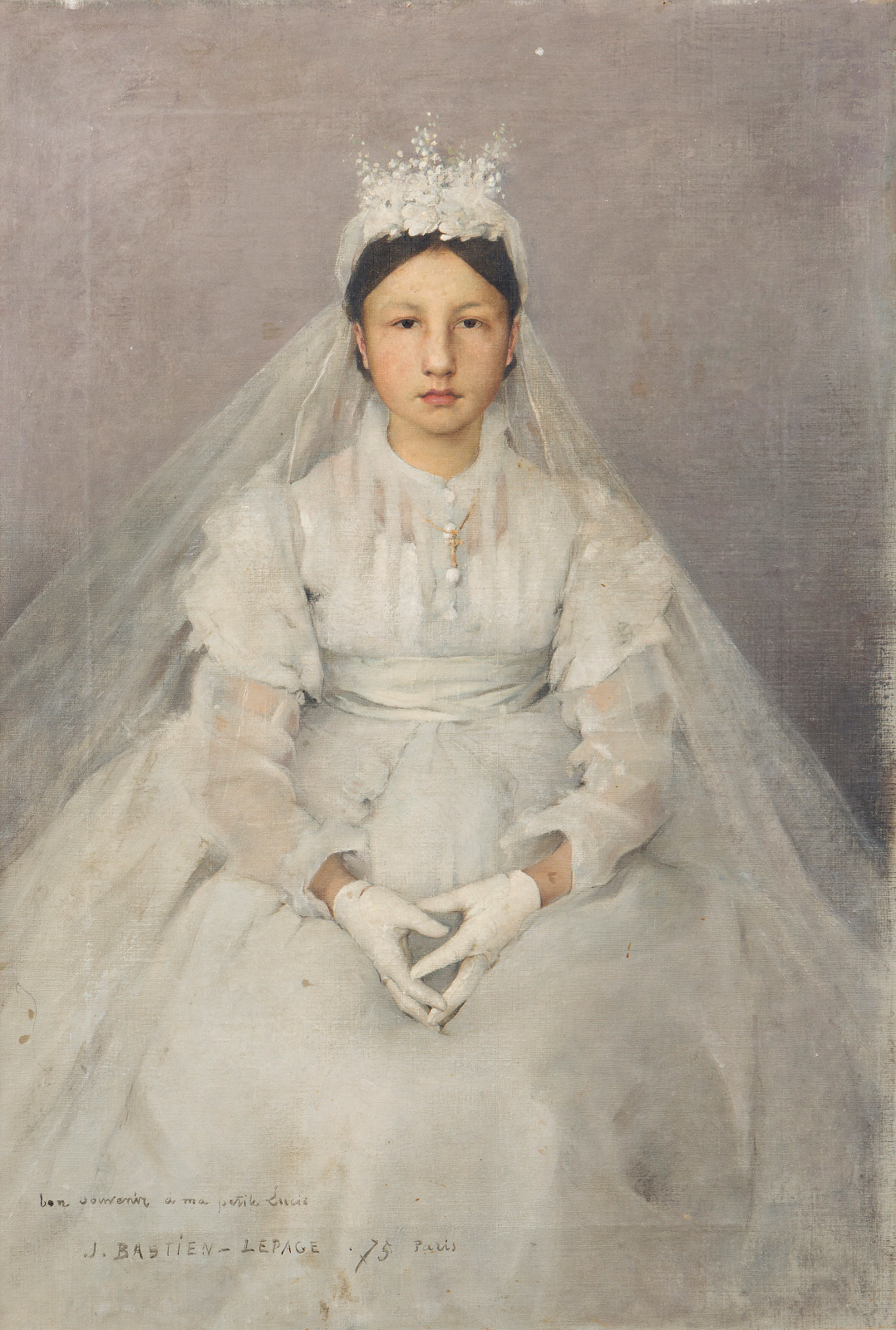
La Communiante, après 1878 – Musée d'Orsay, Paris.